# Hoja lítica

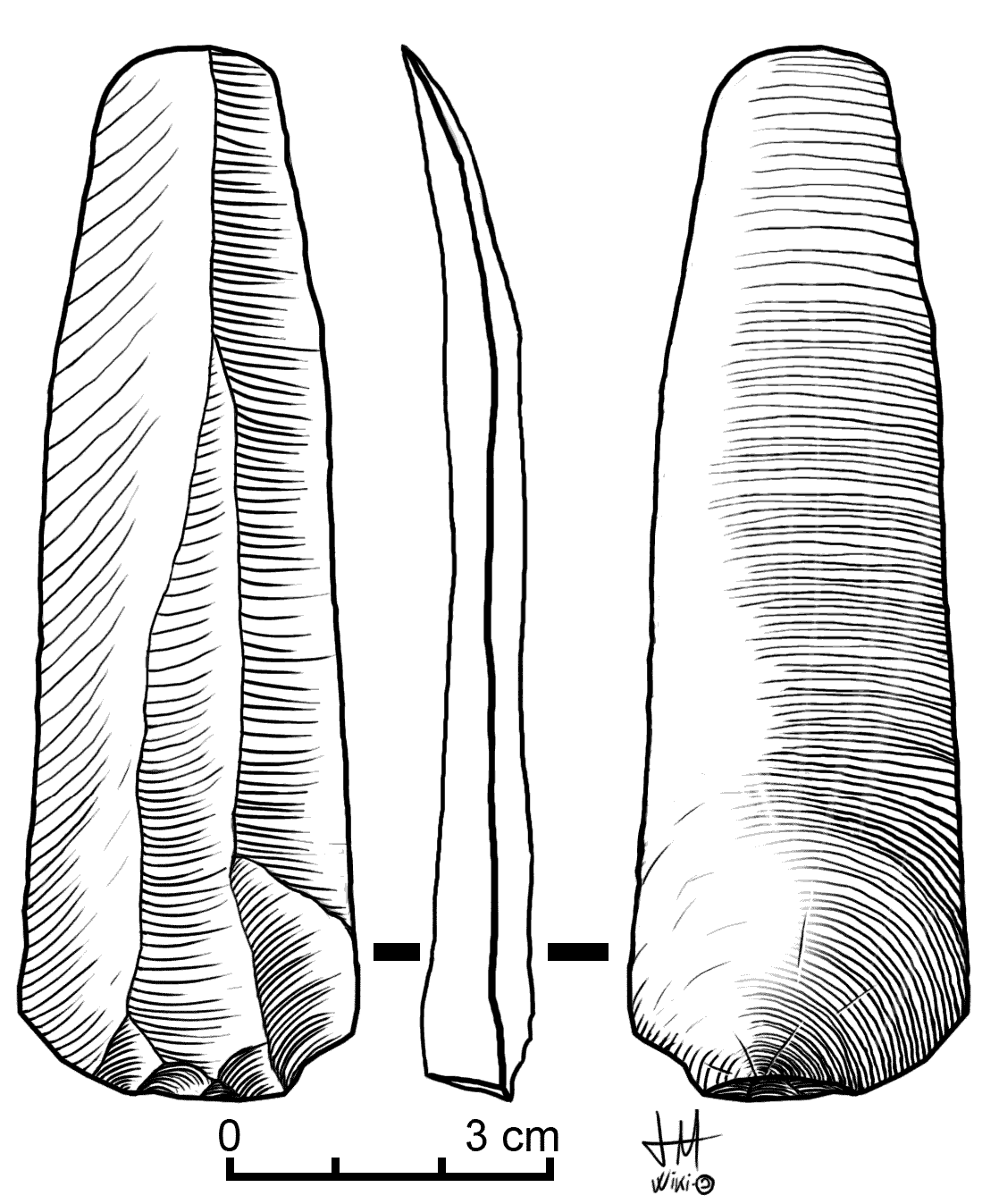
Hoja de sílex

Una hoja lítica es un producto de lascado alargado.

## Descripción
Se caracteriza por tres atributos básicos. En primer lugar debe tener los bordes paralelos o subparalelos y con ambos ejes tipológicos (el técnico y el morfológico) en perfecta correspondencia. En segundo lugar, la hoja debe ser extremadamente alargada, el módulo de alargamiento de una hoja lítica se halla estableciendo la relación longitud/anchura de la pieza de acuerdo al eje técnico, generalmente se acepta un mínimo de dos a uno. Dado que el módulo de alargamiento es un convencionalismo, existen variantes entre los tipólogos para la definición de las hojas líticas. Este atributo también depende de la época prehistórica o nivel técnico de una cultura. Así, para el Paleolítico Inferior y Medio, François Bordes propone que la longitud  debe ser como mínimo el doble de la anchura. Para el Paleolítico Superior y épocas posteriores, en las que la tecnología lítica mejora considerablemente, se ponen unos umbrales más exigentes, por ejemplo, para Leroi-Gourhan una «lasca laminar» (larga pero que no llega a la consideración de hoja), tiene  el doble de longitud que de anchura; mientras que una hoja propiamente dicha tendría, como mínimo la longitud el triple que la anchura y una hoja alargada tendría un longitud cuatro veces superior. Por otra parte, el tamaño, en sentido general, separa las hojas propiamente dichas de las hojitas, aunque ésta tiene umbrales igualmente convencionales y variables (desde menos de tres a menos de un centímetro, según autores), se justifica purque las hojitas son un rasgo característico de las industrias microliticas de hojas, es decir, «Microlaminares».
En tercer lugar, resulta esencial además que éstas hayan sido predeterminadas antes de la extracción. Es decir, para obtener una hoja de un núcleo es necesaria una preparación concreta destinada a dirigir la fractura pétrea de modo que el producto obtenido tenga unas dimensiones y una forma determinada. Esto hace que las hojas, a pesar de tener los mismos elementos básicos de una lasca (talón, concoide, cara inferior...), posea unos estigmas muy característicos en su cara superior que delatan la preparación especial del núcleo y, del mismo modo, los núcleos para hojas sean el producto de unos procedimientos muy concretos: los métodos de extracción laminar.

## Historia
La extracción laminar comenzó, como se ha sugerido, en el Paleolítico Inferior, aunque se desarrolla más eficazmente en el Paleolítico Medio, dentro de una de las variantes del método Levallois, llamada «para hojas». En el Paleolítico Superior la extracción de hojas se estandariza, hasta el punto de hablarse de industrias caracterizadas por la presencia de este tipo particular de productos de lascado, por lo que el especialista francés Georges Laplace hablaba de «Complejos Leptolíticos» (de leptos, λεπτός ή όν, en griego, fino, delgado...). Pero es durante el Calcolítico cuando la extracción de hojas adquiere su culminación, con una serie de innovaciones tecnológicas tan especializadas que requerían un artesano con una formación específica, herramientas propias, así como fuentes de abastecimiento de materias primas y mercados de venta de sus productos.
Las hojas fueron usadas tales cuales, como cuchillos, o transformadas en diversos utensilios, bien por medio del retoque (raspadores, buriles, puntas, puñales, cuchillos de dorso etc.), o rompiéndolas por medio de la técnica del microburil para fabricar microlitos o dientes de hoz. Las hojas son más difíciles de fabricar que las lascas, lo que implica invertir más energía, sin embargo, a cambio ofrecen numerosas ventajas, por ejemplo su forma alargada se adapta mejor al asirlo manualmente o es más fácil añadir un mango. Igualmente, permite reavivados más numerosos, fabricar útiles dobles o compuestos y sobre todo, permiten aprovechar mucho mejor la masa del núcleo del que proceden. Con lo que su explotación resulta más rentable.